# Talsperre Cabra Corral
Die Talsperre Cabra Corral bzw. Talsperre General Manuel Belgrano (spanisch Represa Cabra Corral, Dique Cabra Corral oder Represa General Manuel Belgrano) ist eine Talsperre mit Wasserkraftwerk in der Provinz Salta, Argentinien. Sie staut den Río Salado zu einem Stausee auf. Die Talsperre und das zugehörige Wasserkraftwerk werden auch als Wasserkraftwerkskomplex Cabra Corral (span. Complejo hidroeléctrico Cabra Corral) bezeichnet.
Die Talsperre dient der Stromerzeugung und der Trinkwasserversorgung. Mit ihrem Bau wurde im Februar 1966 begonnen. Sie wurde 1972 fertiggestellt. Die Talsperre und das Wasserkraftwerk sind in Staatsbesitz (Estado Nacional). Die Konzession für den Betrieb wurde der AES Alicura S.A. am 30. November 1995 übertragen. Die Talsperre wurde nach dem General Manuel Belgrano benannt.

## Absperrbauwerk
Das Absperrbauwerk ist ein Schüttdamm mit einer Höhe von 94,75 m über dem Flussbett (maximale Höhe 100 bzw. 113,75 m). Die Dammkrone liegt auf einer Höhe von 1043,75 m über dem Meeresspiegel. Die Länge der Dammkrone beträgt 510 m, ihre Breite an der Krone 10 m. Das Volumen des Absperrbauwerks liegt bei 8,263 Mio. m³.
Der Staudamm verfügt sowohl über eine Hochwasserentlastung als auch über einen Grundablass. Über die Hochwasserentlastung können maximal 1500 m³/s abgeleitet werden, über den Grundablass maximal 85 m³/s.

## Stausee
Das normale Stauziel liegt zwischen 1017 und 1037 m. Bei einem Stauziel von 1037 m erstreckt sich der Stausee über eine Fläche von rund 117,21 km² und fasst 2,784 (bzw. 3,13) Mrd. m³ Wasser. Das maximale Stauziel beträgt 1037 m, das minimale 960 m.

## Kraftwerk
Das Maschinenhaus des Kraftwerks befindet sich am Fuß der Talsperre. Die installierte Leistung beträgt 102 (bzw. 103,8) MW. Die durchschnittliche Jahreserzeugung wird mit 220 (bzw. 250) Mio. kWh angegeben. Das Kraftwerk ging am 14. September 1978 in Betrieb.
Die drei Francis-Turbinen leisten jeweils maximal 34,6 MW. Die Nenndrehzahl der Turbinen beträgt 250 min−1. Die Fallhöhe liegt zwischen 71 und 91 m. Der Durchfluss beträgt 43,76 m³/s (maximal 44, minimal 25,5 m³/s).